# Xenoblade Chronicles 3: Future Redeemed
Xenoblade Chronicles 3: Future Redeemed — сюжетное дополнение для Xenoblade Chronicles 3, выпущенное 26 апреля 2023 года для владельцев Expansion Pass. Future Redeemed является приквелом Xenoblade Chronicles 3 и объединяет сюжетно все части трилогии Xenoblade Chronicles.
Сюжетное дополнение было анонсировано 19 апреля 2023 года. Исполнительным директором является создатель серии — Тэцуя Такахаси.

## Сюжет
Действия сюжетного дополнения происходят в отдельном регионе Цент-Омниа. В игре представлены локации и протагонисты предыдущих игр серии, в том числе Шулк и Рекс. Героям предстоит противостоять Альфе, существу, образовавшемся из частей процессора Тринити.

## Отзывы и критика
| Иноязычные издания    | Иноязычные издания |
| Издание               | Оценка             |
| --------------------- | ------------------ |
| Destructoid           | 8,5 из 10          |
| Nintendo Life         | 10 из 10           |
| Nintendo World Report | 9 из 10            |

Сюжетное дополнение получила 92 балла на Metacritic, тем самым получив самую высокую оценку среди игр серии Xeno.